# Грошев, Александр Васильевич
Алекса́ндр Васи́льевич Гро́шев (род. 27 ноября 1947, Улан-Удэ, СССР) — российский государственный деятель. Глава города Иваново (областного центра субъекта РФ — Ивановской области) с 3 декабря 2000 по 15 декабря 2005 года.

## Биография
Александр Васильевич Грошев родился 27 ноября 1947 года в Улан-Удэ.
Окончил Ивановский индустриальный техникум, затем Всесоюзный заочный инженерно-строительный институт. Неоднократно избирался депутатом районных и городских Советов.
До 1991 года работал заместителем председателя горисполкома. С приходом на пост мэра Сергея Круглова ушёл в отставку из-за несогласия с методами ведения городских дел.
Руководил ТОО «Скиф».
В 1996 году Грошев баллотировался на пост главы города Иванова, но проиграл выборы Валерию Троеглазову.
С декабря 1996 по декабрь 2000 года возглавлял Управление жилищно-коммунального хозяйства администрации Ивановской области.
В 2000 году Александр Грошев вновь выставил свою кандидатуру и был избран главой города Иванова.
До 2001 года Александр Грошев возглавлял региональное отделение партии Единство. После слияния партий был членом Единой России, но в 2003 году Грошев со скандалом был исключен из неё.
Находясь на посту главы города, Грошев вернул в город закрытый в период администрации Троеглазова трамвайный маршрут, проходивший через Проспект Фридриха Энгельса, однако следующая администрация города убрала этот вид транспорта вовсе.
В 2003 году он отменил день города, направив усилия администрации на помощь в проведении празднеств в связи с 85-летием Ивановской области.
В 2004 году Грошев выступил с предложением о переименовании города Иванова в Иваново-Вознесенск, но депутаты Ивановской городской думы в тот момент не поддержали эту идею.
В октябре 2005 года против политики Грошева в сфере ЖКХ выступил ивановский поэт-бунтарь Владимир Черкашов. В знак протеста он устроил у стен мэрии трёхдневную голодовку.
Проиграв мэрские выборы в 2005 году, Грошев отошёл от политики. Хотя, по сообщениям СМИ, в заступивший на должность Губернатора Ивановской области Михаил Мень предлагал ему вернуться в областную администрацию на должность начальника управления ЖКХ. С 2006 года он работал заместителем директора строительной компании «ДСК», затем занимал пост
главного инженера ОАО «Новые кровельные технологии».
Александр Грошев был президентом футбольного клуба «Текстильщик». Он сумел вернуть команду в профессиональный футбол. Несмотря на финансовые проблемы, Грошев решал многие вопросы, связанные с жизнедеятельностью клуба. После слияния «Текстильщика» и шуйского «Спартака-Телекома» с 2004 по 2005 год занимал пост вице-президента ФК «Текстильщик-Телеком».
В 2005 году после домашнего матча «Текстильщика» с тульским «Арсеналом», Грошев, недовольный судейством, встретил главного арбитра поединка Алексея Матюнина, не засчитавшего три гола в ворота гостей, у входа в административный корпус стадиона и попытался избить рефери.
В 2008 году ряд ивановских СМИ сообщало, что Грошев был готов вернуться на пост Президента клуба.
В апреле 2015 года бывший глава города предпринял попытку вернуться в большую политику. Он вошел в число победителей народного голосования от партии «Единая Россия» на выборах в Ивановскую городскую думу. По итогам праймериз был сформирован предвыборный список партии. По итогам конференции партии Грошев был выдвинут от «Единой России» по 14-му одномандатному округу. Однако вскоре появились предположения, что бывший градоначальник откажется от участия в выборах в пользу самовыдвиженца Анатолия Омехина. 3 августа Грошев официально снял свою кандидатуру. По словам политика, такое решение он принял из-за проблем со здоровьем и нежелания семьи видеть его во власти.